# Merodon ottomanus
Merodon ottomanus är en tvåvingeart som beskrevs av Hurkmans 1993. Merodon ottomanus ingår i släktet narcissblomflugor, och familjen blomflugor.
Artens utbredningsområde är Turkiet. Inga underarter finns listade i Catalogue of Life.